# SpaceX Crew-8
SpaceX Crew-8 foi o oitavo voo operacional tripulado Commercial Crew Program em uma espaçonave Crew Dragon, e o 14º voo orbital tripulado geral. A missão foi lançada no dia 4 de março de 2024.
A missão Crew-8 transportou quatro tripulantes para a Estação Espacial Internacional (ISS). Desde agosto de 2023, três astronautas da NASA, Matthew Dominick, Michael Barratt e Jeanette Epps, e um cosmonauta da Roscosmos, Alexandr Grebienkin, foram designados para a missão. Jeanette Epps foi anteriormente designada para voar na Starliner.

## Tripulação
| Posição                  | Tripulantes         |
| ------------------------ | ------------------- |
| Comandante da espaçonave | Matthew Dominick    |
| Piloto                   | Michael Barratt     |
| Especialista de Missão 1 | Jeanette Epps       |
| Especialista de Missão 2 | Alexandr Grebienkin |